# Островец Швентокшиски
Остро̀вец Швентокшѝски (на полски: Ostrowiec Świętokrzyski) е град Полша, Швентокшиско войводство. Административен център е на Островешки окръг. Обособен е в градска община с площ 46,43 км2.

## География
Гардът се намира в историческия регион Малополша. Разположен е край река Каменна в североизточната част на войводството.

## История
Селището възниква на десния бряг на река Каменна. В края на XVI век то станало собственост на Якуб Гавронски – клон Равич. Островец получава градски права през 1613 година.

## Население
Населението на града възлиза на 69 852 души (2017 г.). Гъстотата е 1504 души/км2.

## Административно деление
Административно градът е разделен на 20 микрорайона (ошедли):
- Гутвин
- Денков
- Злотей Йешени
- Каменна
- Кольоня Роботнича
- Кошари
- Кужня
- Людвиков
- Огроди
- Пуланки
- Пяски Хенриков
- Росохи
- Слонечне
- Ставки
- Тройконт
- Хутниче
- Ченсточице
- Шенкевичовске
- Шрудмешче
- 25-леця П.Р.Л.

## Спорт
Градът е дом на футболния клуб К.С.З.О. Островец Швентокшиски.

## Градове партньори
- Gennevilliers, Франция
- Скънторп, Великобритания
- Била Церква, Украйна
- Пинето, Италия
- Бекабад, Узбекистан

## Фотогалерия
- Главният площад
- Паметник „Катин“
- Музей
- Железопътната гара
- Захарната рафинерия в Ченсточице
- Микрорайон „Огроди“
- Привърженици на футболния отбор